# Eric Snow
Eric Snow (Canton, Ohio; 24 de abril de 1973) es un exjugador de baloncesto estadounidense que jugó durante 13 años en la NBA. Con 1.91 metros de estatura, jugaba como base.

## Trayectoria deportiva

### High School
Snow comenzó su carrera baloncestistica jugando en el Instituto Canton McKinley, donde compartió equipo con Michael Hawkins, exjugador de la NBA. Snow se graduó en 1991, y se enroló en la Universidad Estatal de Míchigan.

### Universidad
En Michigan State, compartió vestuario con Shawn Respert y fue entrenado por Jud Heathcote. En su primer año, cayeron eliminados ante Cincinnati Bearcats en segunda ronda, y al año siguiente, en idéntica ronda ante Duke. En su año sénior, esta vez fue ante Weber State en primera ronda.

### NBA
Tras dejar el baloncesto universitario, fue seleccionado por Milwaukee Bucks en el puesto 43 de la segunda ronda del Draft de la NBA de 1995. Sus primeros dos años y medio en la liga los pasó en Seattle SuperSonics, donde jugó muy pocos minutos. A mediados de la temporada 1997-98 fue traspasado a Philadelphia 76ers, equipo en el que cobró más protagonismo gracias a su juego ordenado y su gran defensa. En Filadelfia llegó a jugar las Finales de 2001, perdiendo en cinco partidos ante Los Angeles Lakers. 
En verano de 2004 fue traspasado a Cleveland Cavaliers a cambio de Kedrick Brown y Kevin Ollie.

#### Estadísticas

##### Temporada regular
| Año     | Equipo       | PJ  | PT  | MPP  | %TC  | %3P  | %TL  | RPP | APP | ROB | TPP | PPP  |
| ------- | ------------ | --- | --- | ---- | ---- | ---- | ---- | --- | --- | --- | --- | ---- |
| 1995–96 | Seattle      | 43  | 1   | 9.0  | .420 | .200 | .592 | 1.0 | 1.7 | .6  | .0  | 2.7  |
| 1996–97 | Seattle      | 67  | 0   | 11.6 | .451 | .267 | .712 | 1.0 | 2.4 | .6  | .0  | 3.0  |
| 1997–98 | Seattle      | 17  | 0   | 4.4  | .435 | .000 | .500 | .2  | .8  | .0  | .1  | 1.5  |
| 1997–98 | Philadelphia | 47  | 0   | 18.0 | .429 | .125 | .721 | 1.6 | 3.5 | 1.3 | .1  | 3.9  |
| 1998–99 | Philadelphia | 48  | 48  | 35.8 | .428 | .238 | .733 | 3.4 | 6.3 | 2.1 | .0  | 8.6  |
| 1999–00 | Philadelphia | 82  | 80  | 35.0 | .430 | .244 | .712 | 3.2 | 7.6 | 1.7 | .1  | 7.9  |
| 2000–01 | Philadelphia | 50  | 50  | 34.8 | .418 | .263 | .792 | 3.3 | 7.4 | 1.5 | .1  | 9.8  |
| 2001–02 | Philadelphia | 61  | 61  | 36.5 | .442 | .111 | .806 | 3.5 | 6.6 | 1.6 | .2  | 12.1 |
| 2002–03 | Philadelphia | 82  | 82  | 37.9 | .452 | .219 | .858 | 3.7 | 6.6 | 1.6 | .1  | 12.9 |
| 2003–04 | Philadelphia | 82  | 82  | 36.2 | .413 | .111 | .797 | 3.4 | 6.9 | 1.2 | .1  | 10.3 |
| 2004–05 | Cleveland    | 81  | 15  | 22.8 | .382 | .289 | .738 | 1.9 | 3.9 | .8  | .2  | 4.0  |
| 2005–06 | Cleveland    | 82  | 82  | 28.7 | .409 | .100 | .688 | 2.4 | 4.2 | .9  | .2  | 4.8  |
| 2006–07 | Cleveland    | 82  | 45  | 23.5 | .417 | .000 | .637 | 2.3 | 4.0 | .7  | .2  | 4.2  |
| 2007–08 | Cleveland    | 22  | 5   | 13.9 | .158 | .000 | .455 | .9  | 1.9 | .4  | .2  | 1.0  |
| Total   | Total        | 846 | 551 | 27.3 | .424 | .208 | .763 | 2.5 | 5.0 | 1.1 | .1  | 6.8  |

##### Playoffs
| Año     | Equipo       | PJ  | PT | MPP  | %TC  | %3P  | %TL   | RPP | APP | ROB | TPP | PPP  |
| ------- | ------------ | --- | -- | ---- | ---- | ---- | ----- | --- | --- | --- | --- | ---- |
| 1995–96 | Seattle      | 10  | 0  | 2.4  | .143 | .000 | .000  | .4  | .6  | .2  | .0  | .2   |
| 1996–97 | Seattle      | 8   | 0  | 6.0  | .455 | .500 | .500  | .3  | 1.5 | .5  | .0  | 1.6  |
| 1998–99 | Philadelphia | 8   | 8  | 38.3 | .420 | .231 | .815  | 4.1 | 7.1 | 1.0 | .1  | 12.4 |
| 1999–00 | Philadelphia | 5   | 4  | 27.6 | .484 | .750 | 1.000 | 2.0 | 7.0 | .8  | .2  | 7.4  |
| 2000–01 | Philadelphia | 23  | 9  | 31.2 | .414 | .000 | .727  | 3.7 | 4.5 | 1.2 | .1  | 9.3  |
| 2001–02 | Philadelphia | 5   | 5  | 34.2 | .321 | .167 | .773  | 4.4 | 5.4 | 1.2 | .0  | 10.8 |
| 2002–03 | Philadelphia | 12  | 12 | 34.6 | .422 | .100 | .879  | 3.3 | 5.6 | 1.5 | .0  | 11.5 |
| 2005–06 | Cleveland    | 13  | 13 | 31.4 | .421 | .000 | .759  | 3.3 | 2.8 | .9  | .2  | 6.6  |
| 2006–07 | Cleveland    | 19  | 0  | 12.8 | .316 | .000 | .571  | 1.5 | 1.5 | .6  | .1  | 1.7  |
| Total   | Total        | 103 | 51 | 24.0 | .404 | .200 | .782  | 2.6 | 3.6 | .9  | .1  | 6.6  |